# Andreaskyrkan, Gävle
Andreaskyrkan var en så kallad samarbetskyrka, ett samarbete mellan Svenska kyrkan och Evangeliska Fosterlandsstiftelsen (som ingår i Svenska kyrkan).
Kyrkan byggdes 1977 i stadsdelen Andersberg i Gävle. Arkitekter var Kaj Sucksdorff och Björn Wiking. Kyrkan lades ned av ekonomiska skäl i december 2004.
Orgeln kom från Grönlunds Orgelbyggeri.